# Chryniki
Chryniki (ukr. Хрінники, Chrinnyky; hist. Chrenniki, Chrennica, Hryniki) – wieś na Ukrainie, w obwodzie rówieńskim, w rejonie dubieńskim, w hromadzie Demidówka.

## Geografia

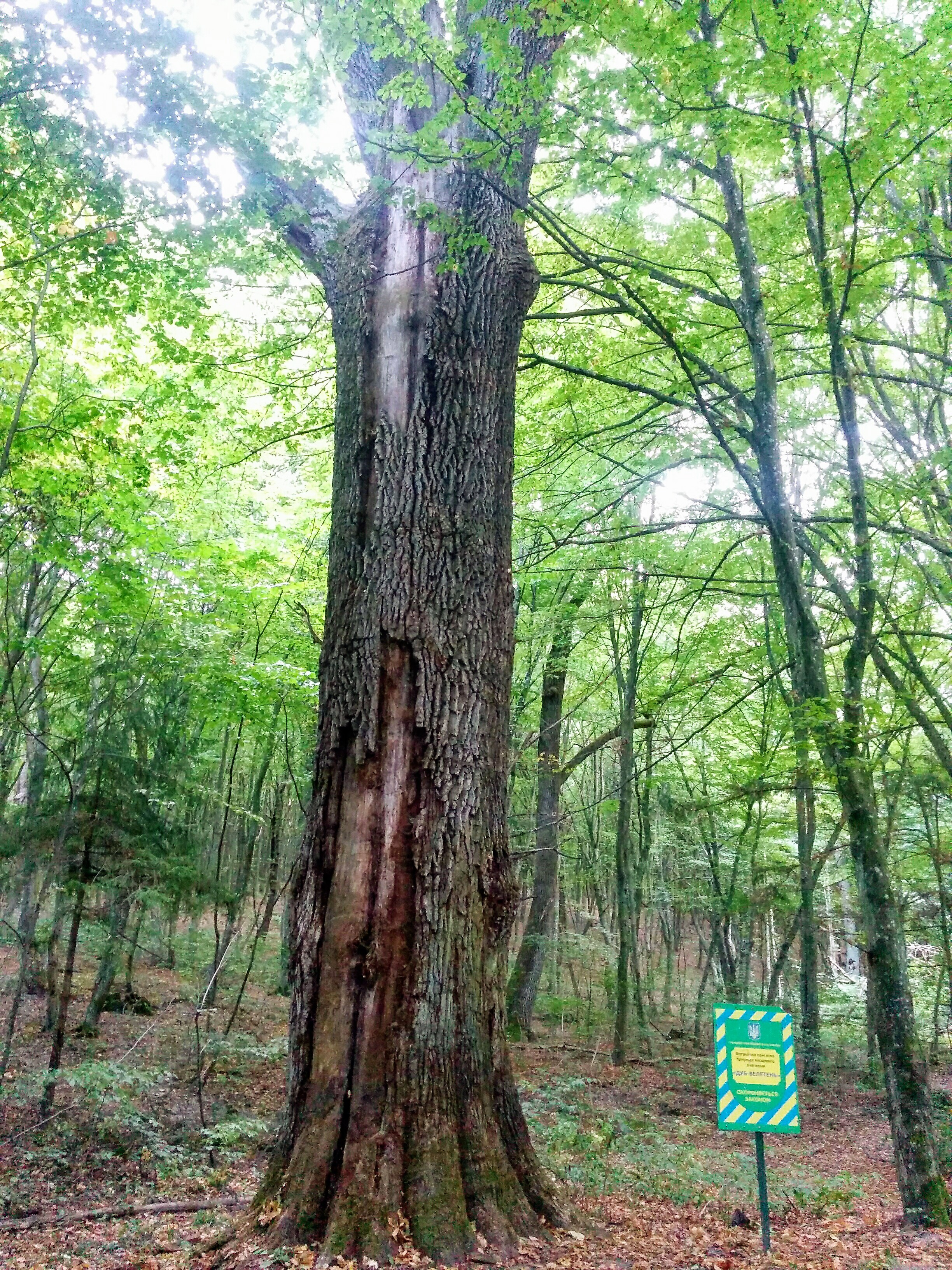
Dąb – lokalny pomnik przyrody

Chryniki leżą około 40 km na południe od Łucka. Graniczą z miejscowościami Wyczółki (Wyczułki, ukr. Вичавки, Wyczawky) na północy, Łopawsze na wschodzie i Tołpyżyn (Towpyżyn) na zachodzie.
Wieś położona jest nad Zbiornikiem Chrynickim, powstałym w wyniku przegrodzenia po II wojnie światowej wołyńskiego przełomu Styru, co kształtuje walory turystyczne miejscowości. Zbiornik, służący tutejszej hydroelektrowni, stanowi miejsce atrakcyjne dla wędkarzy, gdyż występują tu prawie wszystkie gatunki ukraińskich ryb słodkowodnych, szczególnie płocie, wzdręgi, leszcze, okonie, jazgarze. Żyje tu również sazan, a akwen zarybiany jest amurem białym i tołpygą. 
W pobliżu wsi znajduje się rezerwat ornitologiczny Uroczysko „Chrynniki”, utworzony w celu zachowania kolonii czapli siwych, które mają tu liczne gniazda na olbrzymich dębach. Znajduje się tu fragment starego lasu dębowo-grabowego, gdzie pierwszą rzadką warstwę tworzy dąb szypułkowy. Oprócz dębu występują tu również brzoza i grab. Drugie, gęstsze piętro drzewostanu tworzy grab pospolity z niewielką domieszką klonu zwyczajnego.

## Historia
Badania archeologiczne nad przeszłością wsi trwają od końca XIX wieku, a ich nasilenie nastąpiło w 1976 r., w okresie karpacko-wołyńskiej ekspedycji archeologicznej Akademii Nauk Ukraińskiej SRR, oraz w latach 2010–2014 pod kierunkiem Denisa N. Kozaka z Instytutu Archeologii NANU (m.in. na stanowisku Szankiw Jar).  Podczas prac odkryto tu co najmniej siedem warstw kulturowych od IV–III tys. p.n.e. do średniowiecza, w tym ślady kultury trypolskiej, prasko-korczakowskiej, kultury wielbarskiej (m.in. domy Gotów przypominające łodzie, młyny z żarnami rotacyjnymi, głowa boga Serapisa z hellenistycznego panteonu świadcząca o kontaktach z Rzymem), czerniachowskiej oraz kultury łuka-rajkowieckiej, utożsamianej z Dulebami.
Pierwsza wzmianka pisemna o miejscowości pochodzi z 1545 r.. W tym czasie była to własność Michała Chrynickiego, który miał opatrywać dwie horodnie zamku łuckiego. Następnym właścicielem był Iwan Chrynicki (Chrenicki), sędzia ziemski łucki. Miejscowość leżała wówczas w wołosti dubieńskiej powiatu łuckiego województwa wołyńskiego Wielkiego Księstwa Litewskiego, następnie Korony Królestwa Polskiego w Rzeczypospolitej Obojga Narodów.
15-18 września 1621 r. Chryniki padły ofiarą najazdu Tatarów krymskich. 
W XVIII w. majątek ziemski w Chrynikach przeszedł wraz z Boremlem z rąk Chrynickich ręce Czackich herbu Świnka.
Po II rozbiorze Chryniki znalazły się w zaborze rosyjskim: ziemie zabrane, gubernia wołyńska powiat dubieński, gmina Boremel. W okresie powstania listopadowego na tym terenie toczyła się bitwa pod Boremlem. Po 1831 r. majątek Czackich w Chrynikach przeszedł na własność rządu rosyjskiego.
W trakcie I wojny światowej władza radziecka została proklamowana w styczniu 1918 r. Po wojnie polsko-bolszewickiej i traktacie ryskim Chryniki znalazły się w gminie Boremel, w powiecie dubieńskim województwa wołyńskiego II Rzeczypospolitej. Katoliccy mieszkańcy wsi należeli do parafii Przemienienia Pańskiego w Łysinie 
W 1933 r. we wsi pojawiły się grupy sympatyków Komunistycznej Partii Ukrainy, a od 1935 r. - lokalny komitet KPU i Komsomołu.
Po agresji ZSRR na Polskę obszar Chrynik znalazł się pod okupacją radziecką. Po ataku III Rzeszy 41 mieszkańców wsi walczyło z nazistami na frontach wielkiej wojny ojczyźnianej. 
W okresie zbrodni wołyńskiej 19 maja 1943 r. ukraińscy nacjonaliści zamordowali siedmiu mieszkańców wsi narodowości polskiej, a wcześniej (6 maja) przebywającą tu także czteroosobową rodzinę polską ze wsi Złoczówka. 
20 marca 1944 r. do wsi wkroczyły oddziały 1 Gwardyjskiej Dywizji Kawalerii współdziałające z 10 i 26 Gwardyjskim Pułkiem Strzeleckim Armii Czerwonej.
Po wojnie wzniesiono obelisk na cześć mieszkańców wsi, którzy zginęli w walce z nazistami i z rąk ukraińskich nacjonalistów.
W dobie USRR w Chrynikach znajdowała się siedziba kołchozu Czerwony Partyzant, mającego 3800 ha ziemi, w tym 2607 ha gruntów ornych.
W 1957 r. na Styrze utworzono Zbiornik Chrynicki o powierzchni około 2500 ha. W 1960 r. we wsi zbudowano międzyrejonową elektrownię wodną.